# Vader

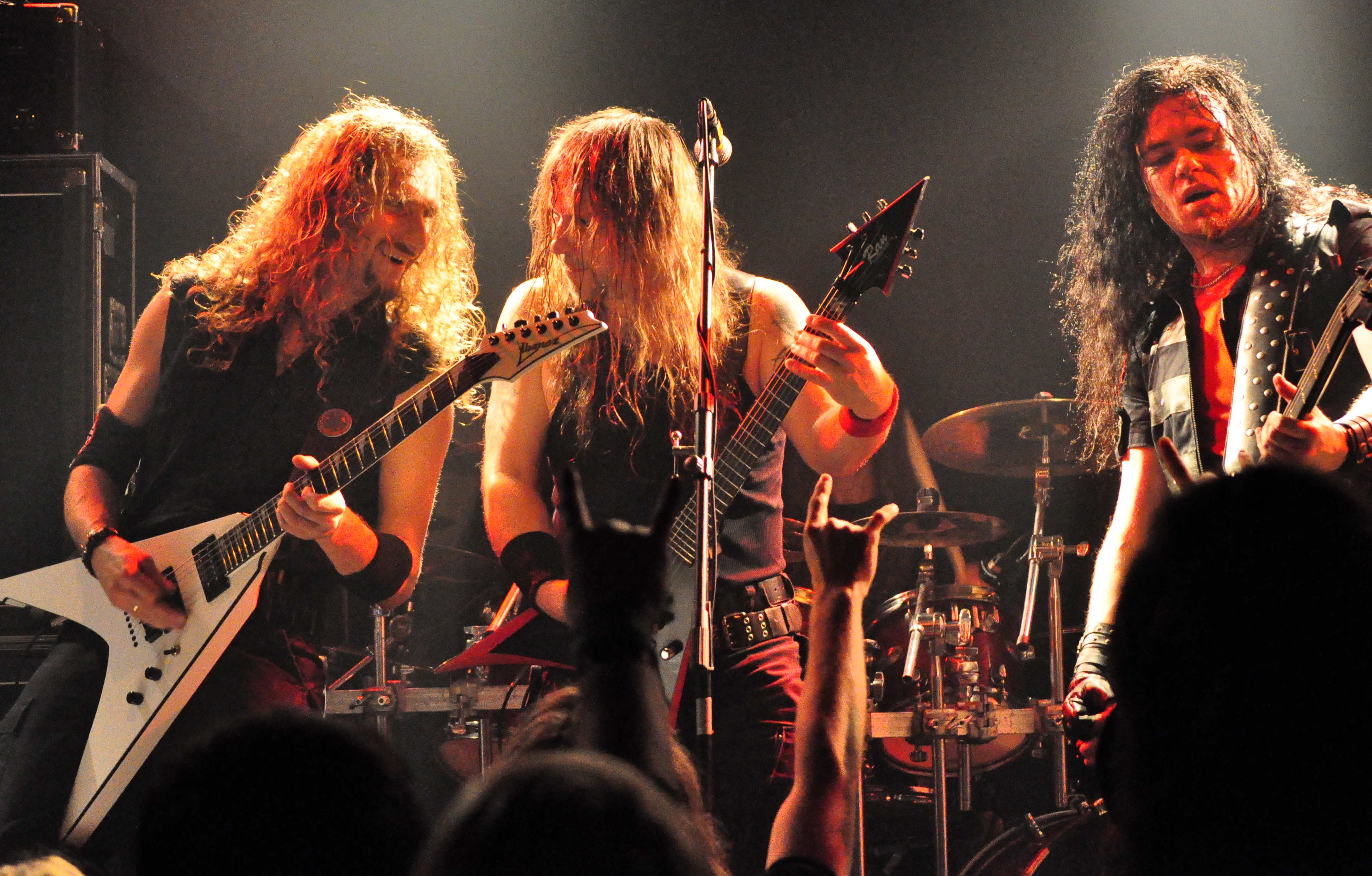
Vader 2011

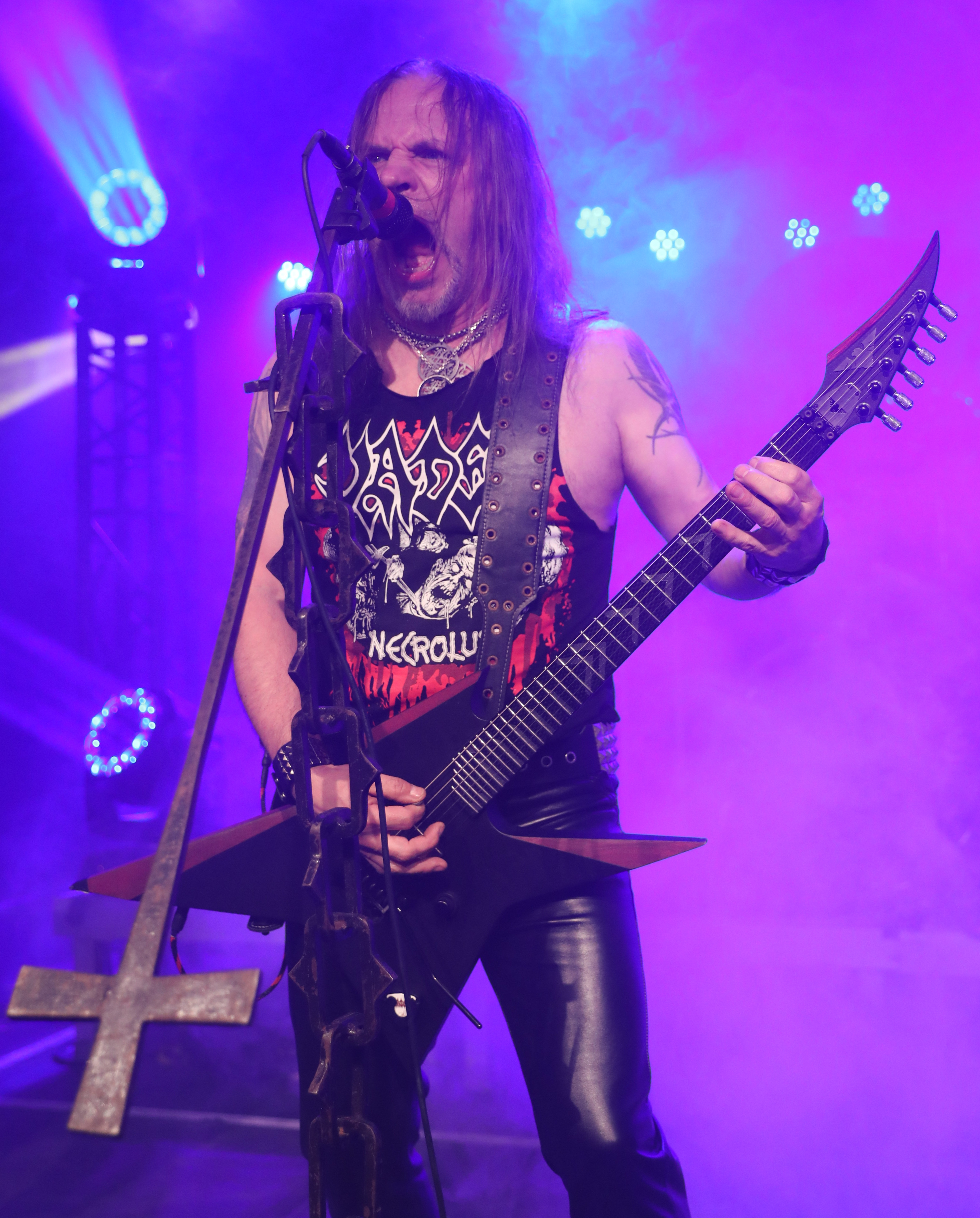
Piotr Wiwczarek, 2023

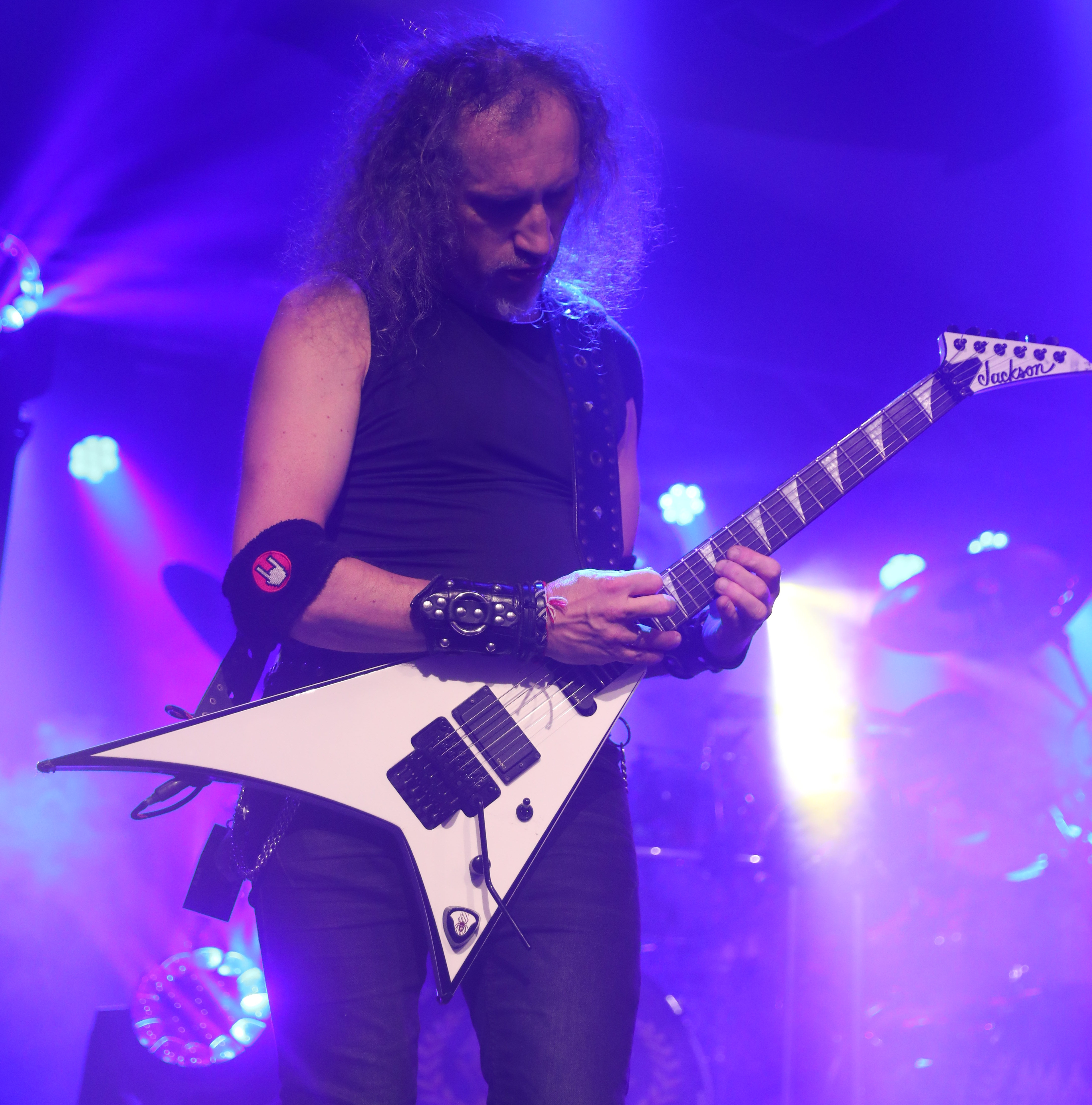
Marek Pająk, 2023

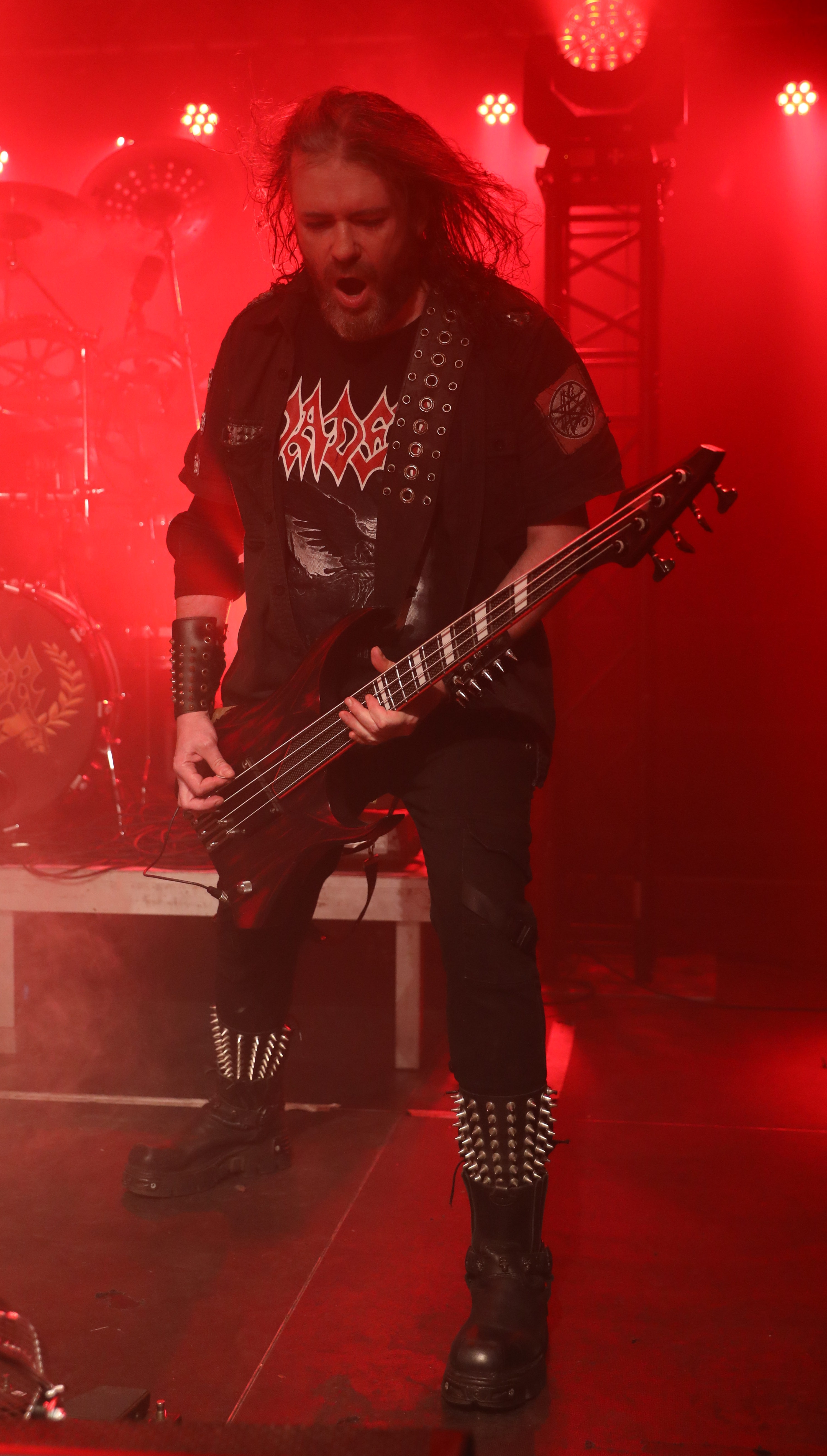
Tomasz Halicki, 2023

Vader — дез/треш колектив з Ольштина, Польща.

## Історія гурту

### Доісторичний період
Цей період покритий темрявою. Та він і не надто цікавий для фанатів, оскільки тоді Vader являв собою гаражний гурт.

Отож, гурт був створений у 1983 році гітаристом-басистом Пйотром «Пітером» Вівчареком та гітаристом Збігнєвим «Вікою» Вроблевскі. Пітеру тоді було 18 років. У 1985 році прийшов та пішов вокаліст Пйотр Томашевскі (нині покійний). До 1986 року повноцінного складу не існувало. 
Перший повноцінний склад:
- Пітер — гітара
- Віка — гітара
- Чарни — вокал
- Астарот — бас
- Белаял — ударні

В такому складі записане перше демо гурту — Live in Decay.

В кінці року з гурту йдуть Збігнєв «Віка» Вроблевскі та Роберт «Астарот» Стручевскі. У 1987 році йде Гжегож «Белаял» Яцковскі.

У 1988 сталася історична подія: гурт залишив Роберт «Чарни» Чарнета, і усі вокальні партії з того часу й до сьогодні виконує Пітер. Крім того, з'явились новий бас-гітарист Яцек «Джекі» Каліш та барабанщик Кжиштоф «Доцент» Рачковскі. У новому складі гурт записав у 1989 та 1990 роках два демо, відповідно Necrolust та Morbid Reich, що ознаменували перехід гурту до дез-металу.

Склад на демо:
- Пітер — гітара, вокал
- Джекі — бас
- Доцент — ударні

1991 року в гурт приходять гітарист Ярослав «Чайна» Лабєнєц та бас-гітарист Пйотр «Бераял» Кузьола. Бераял йде з гурту в 1992, на заміну йому повертається Джекі. Приблизно тоді ж барабанщик Доцент змінює свій псевдонім на «Док».

### 1993
Записані демо зацікавили людей з грошима. В результаті Vader підписує договір з англійською легендарною компанією Earache Records і стає першим колективом з країн Варшавського договору, кому вдалось записати альбом на Заході.

Дебютний альбом The Ultimate Incantation записаний на «Rhythm Studios» у Англії. Звукорежисер та продюсер — Пол Джонсон. Обкладинка альбому оформлена Деном Сіґрейвом. (Почали запис альбому на Sunlight Studio p Томасом Скогсбергом, але ані рекорд-лейбл, ані Vader не були задоволені результатом, тож було вирішено спробувати іншу студію.) Дата релізу альбому — 11.1993

Склад, що записав його:
- Пітер — гітара, вокал
- Док — ударні
- Джекі — бас
- Чайна — гітара

В кінці року на заміну Джекі приходить бас-гітарист Лешек «Шамбо» Раковскі.

### 1994
У 1994 році контракт з Earache Records розірвано. Того ж року на Baron Records видано «живий» альбом The Darkest Age та EP Sothis.

The Darkest Age спочатку був неправильно зведений, і перше видання містило один-єдиний трек, в який зліпились усі пісні. Концертник перевиданий тричі: System Shock, 1996; Metal Mind Records, 1998; Pavement Music, 1999.

EP Sothis виданий у березні 1994. Записаний у студіях Гдині та Ольштина. Перевиданий двічі: Repulse Records, 1996; Metal Mind Records, 1998.
Склад гурту на цих релізах:
- Пітер — гітара, вокал
- Док — ударні
- Шамбо — бас
- Чайна — гітара

### 1995–1997
1995 року гурт видав сингл An Act of Darkness / IFY (System Shock, для Польщі — Croon Records) та альбом De Profundis (Impact Records/Conquest Music, для Польщі — Croon Records, Для США — Pavement Music).

1996 року на Koch видано новий, третій повноцінний альбом, Future of the Past. Зрештою, альбом не зовсім повноцінний: це збірка кавер-версій таких гуртів: Sodom, Kreator, Terrorizer, Possessed, Dark Angel, Celtic Frost, Slayer, Anti-Nowhere League, Depeche Mode, Black Sabbath. Виданий на: Koch (Польща), Impact Records (решта Європи), Century Media (США), Marquee/Avalon (Японія), перевиданий Metal Mind Productions. Дата релізу альбому: 3.12.1996.

На початку 1997 року з гурту йде Ярослав «Чайна» Лабєнєц, і його місце займає Маурици «Маузер» Стефанович. 

13.10.1997 — реліз нового альбому, Black to the Blind (Impact Records, для США — Pavement Music/System Shock).

Склад запису:
- Пітер — гітара, вокал
- Док — ударні
- Шамбо — бас
- Маузер — гітара

### 1998–2001
13.10.1998 на Hammerheart Records перевидані демо Morbid Reich та Necrolust на одному диску під назвою Reborn in Chaos (Перевидання: Pavement Music, 2000; Karmageddon Media/Candlelight Records in digipak з бонусами, 2004; Metal Mind Productions, 2006).

10.11.1998 — EP Kingdom (Pavement Music/System Shock). Записаний та зведений на Selani Studio в Ольштині в лютому 1998 під керівництвом Гжегожа Півковскі.

30.11.1998 — System Shock видає запис концерту в Club Quattro у Токіо, Японія 31.08.1998. Перевиданий 1999 Pavement Music.

Окрім того, в жовтні 1998 Vader відкривали концерти Slayer під час їх туру Польщею.

В кінці 1998 гурт підписує контракт з Metal Blade Records на запис шостого альбому.
12.1998 Metal Mind Records видає на VHS запис спеціального виступу, записаного на студії «Лег» У Кракові, Польща, 25.03.1998.

1999 рік пройшов у постійних турне.

9.03.2000 — реліз альбому Litany (Metal Blade Records). Записано відео на композицію «Cold Demons». У квітні Vader взяв участь у No Mercy Festival, у жовтні — великий тур Європою разом із Vital Remains, Fleshcrawl та The Crown

3.04.2001 — реліз EP Reign Forever World (Metal Blade Records) — перезаписані пісні, кавери та живі записи. Продюсер — Пйотр Вівчарек, звукорежисер — Пйотр Лукашевскі. Музика — Пйотр Вівчарек. Оформлення — Яцек Віснєвскі.

Того року — багато концертів у Польщі, Росії, Україні та США.

У вересні — європейський тур з Cryptopsy, Dying Fetus, Catastrophic та кількома іншими колективами. Після нього — 10 виступів у рамках «Thrash'em All Festival 2001» разом з Behemoth, Krisiun та кількома польськими дез-метал та блек-метал гуртами.

В кінці року з гурту пішов бас-гітарист Лешек «Шамбо» Раковскі. На початку 2002 його замінив Конрад «Саймон» Карчут.

### 2002
4.06.2002 — реліз чергового альбому — Revelations (Metal Blade Records). Записаний у Red Studio, Гданськ. Продюсер — Пйотр Вівчарек. Звукорежисер — Пйотр Лукашевскі. 
Склад альбому:
- Пітер — гітара, вокал
- Док — ударні
- Маузер — гітара
- Саймон — бас

Гості альбому:
- Адам «Нергал» Дарскі (Behemoth) — бек-вокал на треку 4 «Whisper»
- У.Рек (Lux Occulta) — клавішні на треках 6 «Torch of War» і 9 «Revelation of Black Moses»

18.06.2002 — реліз DVD More Vision and the Voice (Music Video Distribution) — матеріал Vision & Voice VHS плюс багато іншого матеріалу.

24.09.2002 — System Shock видає компіляцію Armageddon.

У 2002 році Vader гастролював Англією, Шотландією та Ірландією в рамках No Mercy Festival.

### 2003–2007
У 2003 Конрад «Саймон» Карчут йде з гурту, замість нього приходить Марцін «Нові» Новак.

22.09.2003 — реліз EP Blood (Metal Blade Records). Продюсер — Пйотр Вівчарек. Звукорежисер — Пйотр Лукашевскі, уся музика — Пйотр Вівчарек, оформлення — Яцек Віснєвскі.

Склад запису:
- Пітер — гітара, вокал
- Док — ударні
- Маузер — гітара
- Нові — бас

20.09.2004 — реліз альбому The Beast (Metal Blade Records/Metal Mind Productions). Записати ударні для цього альбому збирався Док, але він зламав руку, і за нього на записі ударні Даріуша «Дарая» Бжозовскі. Таким чином, склад гурту на своєму сьомому номерному альбомі:
- Пітер — гітара, вокал
- Маузер — гітара
- Нові — бас
- Дарай — ударні

Того ж року гурт відкривав концерт Metallica на Силезькому стадіоні в Хожуві перед 50000 люду.

26.10.2004 — видано DVD Night of the Apocalypse (Music Video Distributors).

18.08.2005 померла людина, що 16 років — майже половину свого недовгого життя — віддала Vader — Кжиштоф «Док»/«Доцент» Рачковскі. Дарай став офіційним учасником гурту. 

14.11.2005 — реліз EP The Art of War (Regain Records).

4.09.2006 — альбом Impressions in Blood (Regain Records).

15.10.2007 — DVD And Blood Was Shed in Warsaw (Metal Mind Productions) — запис концерту в «Stodola Club» у Варшаві 12.02.2007 плюс багато різного матеріалу на кшталт біографії, інтерв'ю, фотогалереї та ін..

### 2008
22.01.2008 — EP Lead Us!!!.

03.2008 — EP The Upcoming Chaos.

12.06.2008 — XXV — перезаписані пісні Vader з першого до сьомого альбому.

Гості альбому:
- Зігмар (Vesania) — клавішні на треках «inVADERs (intro)», «Dark Age», «Silent Empire», «Sothis», «Blood Of Kingu», «Carnal», «Kingdom», «Dark Transmission»
- Сет Ван Де Лоо (Severe Torture) — вокал на «Blood Of Kingu»
- Роман Костжевскі (Kat[en]) — вокал на «Wyrocznia»
- Пєсцєн (Dead Infection) — вокал на «Fear Of Napalm»
- Гал (Dead Infection) — бас на «Fear Of Napalm»

Оформлення — Яцек Віснєвскі. Всі треки перезаписані у 2008 році.

В кінці 2008 року увесь склад гурту замінено. Прийшли: гітарист Вацлав «Вогг» Кєльтика, бас-гітарист Томаш «Реяш» Реєк та барабанщик Павел «Пол» Ярошевич. Примітка: ці музиканти є сесійними учасниками, єдиним офіційним членом Vader є лише Пітер.

### 2009
21.09.2009 — запланований реліз альбому Necropolis. Записаний на Hertz Studio у Бялистку. Зведений у Antfarm Studio Тю Мадсеном. Оформлення — Яцек Віснєвскі. Включає два бонус-треки-кавери: «Black Metal» Venom (гостьовий вокал від Барта Крисюка (Hermh)) і «Fight Fire with Fire» Metallica (гостьовий вокал від Мацєка Таффа (Rootwater, Black River)) та ДВД — запис частини концерту пам'яті Кована (Decapitated), що відбувся 26.04.2009 у Кракові.

Склад запису:
- Пітер — вокал, гітара, бас
- Пол — ударні

Примітка. Вогг та Реяш беруть участь лише у концертах гурту.

## Склад

### Поточний склад
- Пітер — гітара (1983-), вокал (1998-), бас (в студії 1983, 2008-)
- Реяш — бас (на концертах, 2008-)
- Пол — ударні (2008-)
- Марек Паяк — гітара (на концертах 2009-)

### Колишні учасники
- Збігнєв «Віка» Вроблевскі — гітара (1983–1986)
- Пйотр Томашевскі — вокал (1985)
- Роберт «Чарни» Чарнета — вокал (1986–1988)
- Роберт «Астарот» Стручевскі — бас (1986)
- Гжегож «Белаял» Яцковскі — ударні (1986–1987)
- Яцек «Джекі» Каліш — бас (1988–1991, 1993)
- Кжиштоф «Док» Рачковскі — ударні (1988–2004)
- Ярослав «Чайна» Лабєнєц — гітара (1991–1997)
- Пйотр «Бераял» Кузьола — бас (1991–1992)
- Лешек «Шамбо» Раковскі — бас (1993–2001)
- Маурици «Маузер» Стефанович — гітара (1997–2008)
- Конрад «Саймон» Карчут — бас (2002–2003)
- Марцін «Нові» Новак — бас (2003–2008)
- Даріуш «Дарай» Бжозовскі — ударні (2005–2008)
- Вогг — гітара (на концертах, 2008–2009)

## Дискографія
- The Ultimate Incantation (1992)
- De Profundis (1995)
- Black to the Blind (1997)
- Litany (2000)
- Revelations (2002)
- The Beast (2004)
- The Art of War (2005)
- Impressions in Blood (2006)
- Necropolis (2009)
- Welcome to the Morbid Reich (2011)
- Tibi Et Igni (2014)
- The Empire (2016)
- Solitude in Madness (2020)